# Prvenstvo BLP 1938-1939
Il Prvenstvo Beogradskog loptičkog podsaveza 1938./39., in cirillico Првенство Београдског лоптичког подсавеза 1938./39., (it. "Campionato della sottofederazione calcistica di Belgrado 1938-39") fu la ventesima edizione del campionato organizzato dalla Beogradski loptački podsavez (BLP).
Questa fu la sesta edizione del Prvenstvo BLP ad essere di seconda divisione, infatti le migliori squadre belgradesi militavano nel Državno prvenstvo 1938-1939, mentre i vincitori sottofederali avrebbero disputato gli spareggi per la promozione al campionato nazionale successivo.
A divenire campione della BLP fu il Čukarički, al suo primo titolo nella sottofederazione, che ebbe così l'accesso alle qualificazioni al Državno prvenstvo 1939-1940.

Il campionato era diviso era diviso fra le squadre di Belgrado città (divise in più classi, razred) e quelle della provincia (divise in varie parrocchie, župe). La vincitrice della 1. razred disputava la finale sottofederale contro la vincente del campionato provinciale.

## Prima classe
```
Nel dicembre 1938 lo 
ZAŠK Zemun
 si fonde con lo 
Šparta Zemun
 (militante nel 
Državno prvenstvo 1938-1939
) a formare il 
SK Zemun
. I risultati dello ZAŠK vengono cancellati.
[
3
]
```

### Classifica
|                   | Pos. | Squadra                      | Pt       | G        | V        | N        | P        | GF       | GS       | QR       |
| ----------------- | ---- | ---------------------------- | -------- | -------- | -------- | -------- | -------- | -------- | -------- | -------- |
|                   | 1.   | Čukarički                    | 27       | 16       | 13       | 1        | 2        | 58       | 19       | 3,052    |
|                   | 2.   | Električna centrala Belgrado | 21       | 16       | 10       | 1        | 5        | 36       | 28       | 1,285    |
|                   | 3.   | Sloga Belgrado               | 17       | 16       | 8        | 1        | 7        | 36       | 31       | 1,161    |
|                   | 4.   | Vitez Zemun                  | 16       | 16       | 6        | 4        | 6        | 34       | 24       | 1,416    |
|                   | 5.   | Borac Belgrado               | 16       | 16       | 6        | 4        | 6        | 30       | 32       | 0,937    |
|                   | 6.   | Obilić                       | 14       | 16       | 4        | 6        | 6        | 33       | 38       | 0,868    |
|                   | 7.   | Radnički Belgrado            | 13       | 16       | 4        | 5        | 7        | 24       | 25       | 0,960    |
|                   | 8.   | Grafičar Belgrado            | 11       | 16       | 4        | 3        | 9        | 30       | 52       | 0,576    |
|                   | 9.   | BUSK Belgrado                | 10       | 16       | 3        | 4        | 9        | 25       | 57       | 0,438    |
|                   |      | ZAŠK Zemun                   | Ritirato | Ritirato | Ritirato | Ritirato | Ritirato | Ritirato | Ritirato | Ritirato |
| Fonte: exyufudbal |      |                              |          |          |          |          |          |          |          |          |

Legenda:
      Campione della BLP.
  Ammesso alle qualificazioni al Campionato nazionale 1939-40.
      Retrocessa nella classe inferiore
Note:
Due punti a vittoria, uno a pareggio, zero a sconfitta.

## Classi inferiori
Nella stagione 1938-39, i campionati della città di Belgrado contavano 67 squadre divise in cinque classi:
- 10 squadre in 1. razred
- 10 squadre in 1.A razred
- 10 squadre in 1.B razred
- 20 squadre in 2. razred (10 nel gruppo Sava e 10 nel gruppo Drava)
- 11 squadre in 3. razred (6 nel gruppo Drina e 5 nel gruppo Morava)[4]

### 1.A razred
```
   Squadra                         G   V   N   P   GF  GS  Q.Reti  Pti
1  Mitić                           18  14  3   1   61  11  5,545   31 (promosso in 
1. razred
)
2  
Slavija
                         18  13  1   4   62  23  2,696   27
3  
Železničar
                      18  9   3   6   39  31  1,258   21
4  Ruski SK                        18  6   7   5   28  30  0,933   19
5  Sparta Belgrado                 18  6   6   6   34  38  0,895   18
6  Brđanin                         18  4   7   7   24  42  0,571   15
7  
Srpski mač
                      18  5   4   9   20  44  0,455   14
8  Zanatlija                       18  4   5   9   27  40  0,675   13
9  
Palilulac
                       18  5   3   10  28  53  0,528   13
10 
Balkan
                          18  2   5   11  24  35  0,686   9
```